# Commeliniden

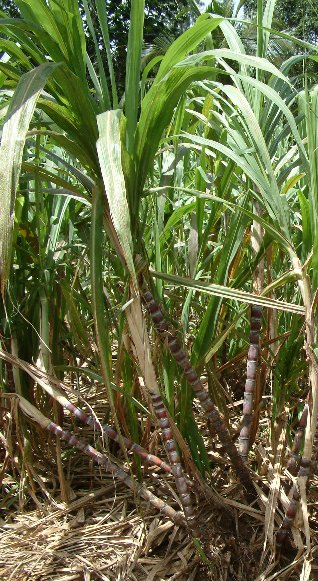
Zuckerrohr (Saccharum officinarum)

Die Commeliniden sind eine Gruppe von Pflanzen innerhalb der Monokotyledonen. Viele Vertreter sind windbestäubt (anemophil). 

## Merkmale
Die gemeinsamen Merkmale (Synapomorphien) der Commeliniden sind hauptsächlich anatomische Merkmale: In den Zellwänden befindet sich UV-reflektierende Ferulasäure. In den Epidermiszellen, aber auch in anderen Geweben, befinden sich meist Silikat-Einschlüsse. Der Cuticula werden Wachsstäbchen aufgelagert. Die Rhizodermis ist in Lang- und Kurzzellen differenziert. 
Die Commeliniden sind relativ stark abgeleitete Formen. Die Palmen etwa bilden baumartige Strukturen (aber ohne Sekundäres Dickenwachstum). Palmen und die Süßgrasartigen sind großteils windblütig (Anemophilie). Damit einher geht eine Reduktion der Blütengröße und besonders der Blütenhülle, aber auch eine Vergrößerung der Blütenanzahl und die Bildung großer Blütenstände. Im Wesentlichen entspricht die Blüte dem Grundplan der Einkeimblättrigen, ist also dreizählig mit einer doppelten Blütenhülle, die meist gleichartig ist (Perigon). Davon ausgehend gibt es dann bei den windblütigen Sippen vielfältige Reduktionen bei der Blütenhülle und im Androeceum.

## Systematik
Die Commeliniden sind eine Gruppe der Monokotyledonen. Ihre Schwestergruppe sind die Asparagales.
Zu den Commeliniden werden vier Ordnungen gezählt:
- Palmenartige (Arecales)
- Commelinaartige (Commelinales)
- Süßgrasartige (Poales)
- Ingwerartige (Zingiberales)

Die Commeliniden selbst sind eine monophyletische Gruppe. Auch die Ordnungen sind monophyletisch, ihre Verwandtschaft miteinander stellt sich wie folgt dar:
|  | Poales                                                        |
|  |                                                               |
|  | \| \| Commelinales \| \| \| \| \| \| Zingiberales \| \| \| \| |
|  |                                                               |
|  | Commelinales                                                  |
|  |                                                               |
|  | Zingiberales                                                  |
|  |                                                               |

|  | Commelinales |
|  |              |
|  | Zingiberales |
|  |              |

|  | Poales                                                        |
|  |                                                               |
|  | \| \| Commelinales \| \| \| \| \| \| Zingiberales \| \| \| \| |
|  |                                                               |
|  | Commelinales                                                  |
|  |                                                               |
|  | Zingiberales                                                  |
|  |                                                               |

|  | Commelinales |
|  |              |
|  | Zingiberales |
|  |              |